# Ceglédbercel
Ceglédbercel est un village et une commune du comitat de Pest en Hongrie.